# Processi al personale dell'eutanasia
I processi al personale dell'eutanasia (in tedesco: Euthanasie-Prozesse) sono stati procedimenti legali contro i principali autori e complici coinvolti nelle uccisioni tramite eutanasia nella Germania nazista.
Il primo processo per l'eutanasia fu tenuto dagli Stati Uniti nell'ottobre 1945 per perseguire il personale, medici e infermieri, del Centro di sterminio di Hadamar per aver ucciso alcuni lavoratori polacchi e russi malati di tubercolosi nell'estate del 1944. Questo processo fu un procedimento parallelo al processo dei medici di Norimberga, tenuto negli Stati Uniti dal dicembre 1946 all'agosto 1947, poiché solo quattro dei suoi ventitré imputati furono accusati della partecipazione al programma di eutanasia: Karl Brandt, Viktor Brack, Waldemar Hoven e Kurt Blome. Brandt, Brack e Hoven furono condannati a morte e giustiziati; Blome è stato assolto.
Si è tenuto un altro processo per l'eutanasia nella zona di occupazione sovietica a Dresda nel giugno 1947 per perseguire coloro che avevano lavorato presso il Centro di sterminio di Sonnenstein a Pirna. C'erano 15 imputati, tra cui Paul Nitsche, il direttore dell'Ufficio medico T4 (in tedesco: Medizinische Abteilung). Quattro degli imputati, tra cui Nitsche, furono condannati a morte e giustiziati.

## Il processo Hadamar (1945)
Il processo statunitense di Hadamar, ufficialmente US v. Alfons Klein et al., si è svolto tra l'8 ottobre e il 15 ottobre 1945. Gli imputati erano gli ex lavoratori del Centro di sterminio di Hadamar. Il centro di Hadamar era un ospedale psichiatrico in funzione già prima dell'inizio della guerra nel 1939. A partire dal settembre 1939, servì sia come ospedale psichiatrico che come ospedale per i soldati tedeschi ed i prigionieri di guerra. Alla fine del 1940 fu scelto per sostituire il Centro di Grafeneck, che fu poi chiuso nel dicembre 1940. Nei successivi nove mesi almeno 10.000 tedeschi disabili mentali furono gasati ad Hadamar. Le uccisioni per eutanasia dei malati di mente si fermarono temporaneamente nell'agosto 1941 e le camere a gas furono smantellate.

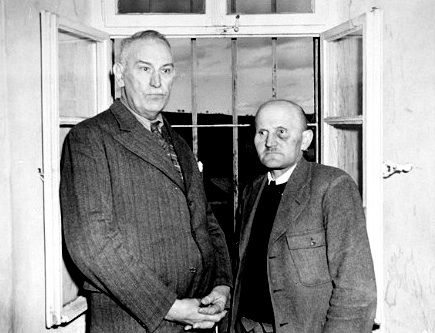
Adolf Wahlmann (a sinistra), primario, e Karl Willig (a destra), Hadamar 1945

Le uccisioni dei disabili mentali ripresero nell'agosto 1942 e provocarono da 3.000 a 3.500 morti, anche se in questa fase venivano usate overdose di stupefacenti invece del gas. Contemporaneamente, nel centro di Hadamar si iniziò a uccidere i bambini tedeschi mentalmente disabili ed i bambini sani per metà ebrei (tedesco: Mischlingkinder); nella struttura si iniziò anche a uccidere i prigionieri dei campi di concentramento come parte dell'Azione 14f13. Nell'estate del 1944, Hadamar divenne un centro di sterminio per centinaia di lavoratori polacchi e russi che avevano la tubercolosi. Fu occupato dalle truppe americane il 26 marzo 1945.
Sebbene nel corso della guerra siano stati uccisi cinque diversi gruppi di persone ad Hadamar, il processo cercò di perseguire solo i responsabili dell'omicidio dei lavoratori malati polacchi e russi. I sette imputati nel processo furono Alfons Klein, Adolf Wahlmann, Heinrich Ruoff, Karl Willig, Irmgard Huber, Philip Blum e Adolph Merkel. Klein, Ruoff e Willig furono condannati a morte, mentre gli altri imputati furono condannati ai lavori forzati per pene che andavano dall'ergastolo a venticinque anni.
| Imputato       | Incarico nel Centro di sterminio di Hadamar | Sentenza |
| -------------- | ------------------------------------------- | --- |
| Alfons Klein   | Direttore                                   | Morte per impiccagione, eseguita il 14 marzo 1946 |
| Adolf Wahlmann | Medico capo                                 | Ergastolo ai lavori forzati, pena ridotta a 12 anni di carcere. Rilasciato nel dicembre 1952, rimase in prigione per l'ergastolo inflitto dalla Germania Ovest. Fu rilasciato il 20 ottobre 1953 e morì il 1º novembre 1956. |
| Heinrich Ruoff | Infermiere Capo                             | Morte per impiccagione, eseguita il 14 marzo 1946 |
| Karl Willig    | Infermiere di reparto                       | Morte per impiccagione, eseguita il 14 marzo 1946 |
| Irmgard Huber  | Infermiera Capo                             | 25 anni di carcere ai lavori forzati, pena commutata a 12 anni, rilasciata nel luglio 1953, morta nel 1983. |
| Philip Blum    | Custode del cimitero                        | 30 anni di carcere ai lavori forzati, pena ridotta a 15 anni, rilasciato l'11 febbraio 1954, scarcerato il 9 luglio 1957. |
| Adolph Merkel  | Segretario e contabile                      | 35 anni di carcere ai lavori forzati, rilasciato nel marzo 1950. |

## Il processo ai dottori di Norimberga (1946-1947)
Il processo ai dottori di Norimberga si svolse dal 9 dicembre 1946 al 20 agosto 1947 presso il Palazzo di Giustizia di Norimberga davanti a un tribunale militare americano. Il suo scopo principale era di perseguire i medici nazisti per il loro coinvolgimento negli esperimenti medici eseguiti nei campi di concentramento tedeschi durante la guerra; perseguire coloro che avevano partecipato al programma di eutanasia era di secondaria importanza per gli americani. Così, solo quattro dei ventitré imputati furono accusati per aver ucciso i malati di mente nel programma di eutanasia: Karl Brandt, Viktor Brack, Waldemar Hoven e Kurt Blome. Tutti loro, tranne Blome, furono condannati e giustiziati.
Nel processo ai dottori, come nel processo Hadamar del 1945, l'accusa americana ha insistito sul fatto che l'eutanasia era un reato contro il diritto internazionale, non una campagna mirata per eliminare la cosiddetta "vita indegna" nella società tedesca. Ciò ha permesso agli Stati Uniti di condannare Brandt e gli altri per la loro partecipazione al programma di eutanasia senza contemplare la propria sovranità nazionale: gli Stati Uniti furono in grado di muoversi in questo senso affermando che lo scopo dell'eutanasia era di liberare risorse per la macchina da guerra della Germania, rendendo così l'eutanasia un crimine di guerra che aiutò la campagna illegale nella guerra aggressiva della Germania nazista.

### Contesto storico
Il processo ai dottori si è svolto dopo il primo Tribunale Militare Internazionale (IMT). Nel gennaio 1946, Telford Taylor, il capo del consiglio per i crimini di guerra degli Stati Uniti, iniziò a pianificare di tenere un secondo IMT per processare gli industriali ed i finanzieri tedeschi nella zona di occupazione degli Stati Uniti, ma ci ripensò quando si rese conto che i russi avrebbero insistito per tenere il processo nella zona di occupazione russa e presieduta da un giudice sovietico. Poiché un processo tenuto in tali circostanze sarebbe stato politicamente impopolare negli Stati Uniti, Taylor decise invece nell'agosto 1946 di tenere un processo basato sugli esperimenti criminali eseguiti sui prigionieri dei campi di concentramento.
Questa decisione si basò sulle prove scoperte durante il processo IMT di Hermann Göring, prove che mostravano come i medici della Luftwaffe avevano eseguito esperimenti crudeli sui prigionieri, nonché sull'ammissione di Wolfram Sievers che esisteva una "raccolta di scheletri ebrei" costituita da ossa provenienti dai prigionieri ebrei uccisi nel campo di concentramento. Nel maggio 1946, quando Taylor stava ancora considerando di tenere un secondo tribunale, il suo ufficio incaricò James McHaney di dirigere un gruppo investigativo per raccogliere prove sulle SS e sui leader sanitari tedeschi. Il gruppo di McHaney trovò molte prove dei crimini "medici", oltre a quelle già raccolte dalla squadra dell'accusa dell'IMT. Le abbondanti prove, combinate con il fatto che un certo numero di leader responsabili di questi crimini medici erano in custodia americana e britannica, hanno portato Taylor a pensare che sarebbe stato facile condannare questi individui.

### Processo a Karl Brandt

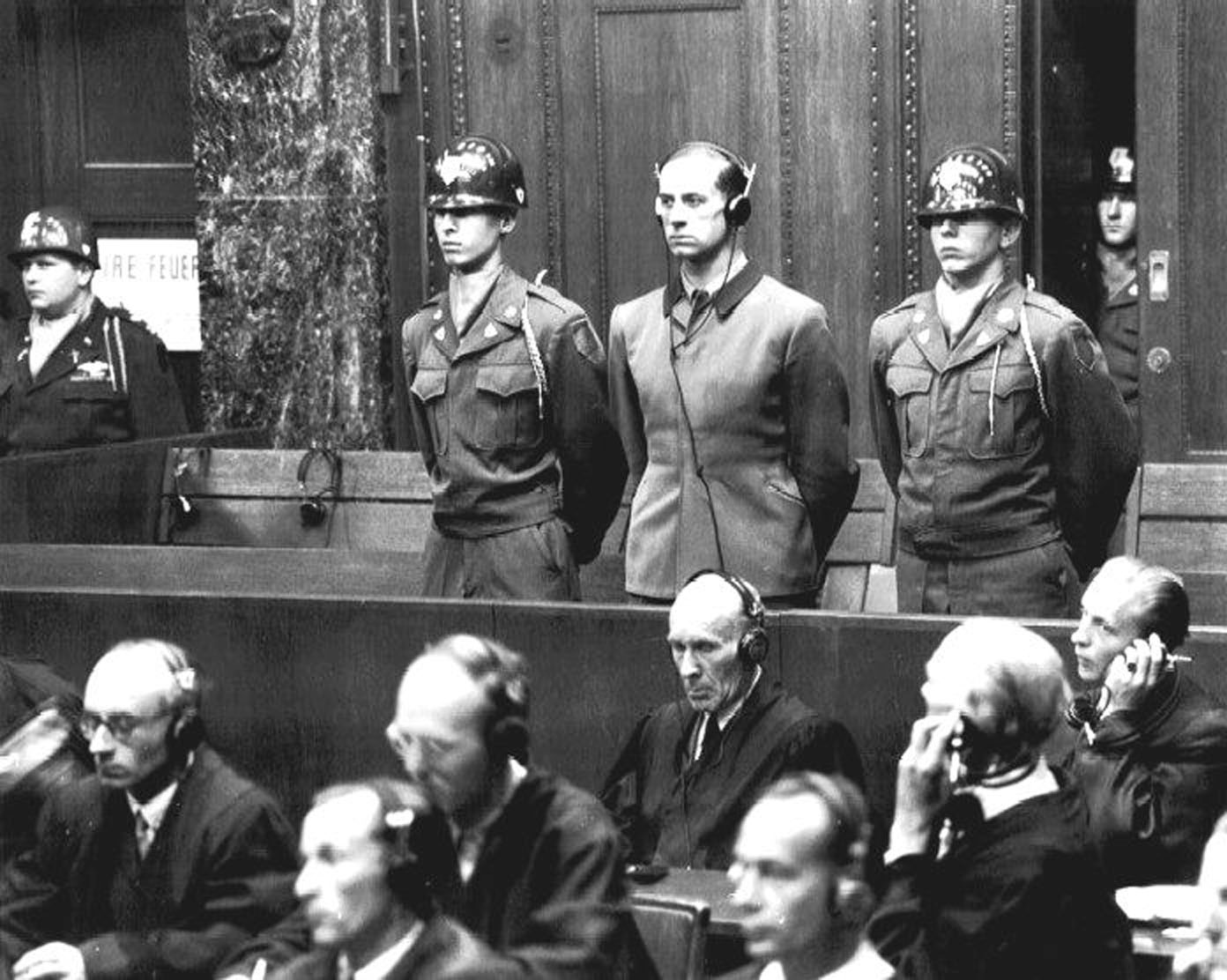
Karl Brandt alla sentenza del processo ai medici di Norimberga

Karl Brandt era l'imputato di grado più alto incriminato nel processo ai dottori. Era l'obiettivo più atteso dall'accusa americana a causa della sua relazione personale con Hitler, il suo ruolo di primo piano nel programma di eutanasia e il suo ruolo negli esperimenti medici nel campo di concentramento di Dachau. Nel 1938, lui e Philipp Bouhler erano stati incaricati da Hitler di gestire il programma di eutanasia dei bambini; nel 1939 Hitler diede a loro due il compito di organizzare e gestire anche il programma di eutanasia degli adulti. Philipp Bouhler, capo della Cancelleria di Hitler (in tedesco: Kanzlei des Führers o KdF), non fu incriminato nel processo ai dottori perché si era suicidato nel maggio 1945. Brandt sosteneva di essere un idealista umanitario che partecipava al programma di eutanasia perché voleva alleviare le sofferenze dei malati terminali. Ha anche affermato di non avere nulla a che fare con l'uccisione dei disabili mentali dopo che il programma di eutanasia è ufficialmente terminato nell'agosto 1941. L'accusa americana non era d'accordo con Brandt sulla posizione che l'eutanasia fosse una "misura umanitaria", e anche lui ha ammesso che la motivazione principale alla base della seconda fase, o "selvaggia", dell'eutanasia era economica piuttosto che umanitaria; secondo Brandt, questa logica economica era quella di uccidere i "mangiatori inutili" per conservare cibo e risorse mediche per l'esercito tedesco.

### Processo di Victor Brack

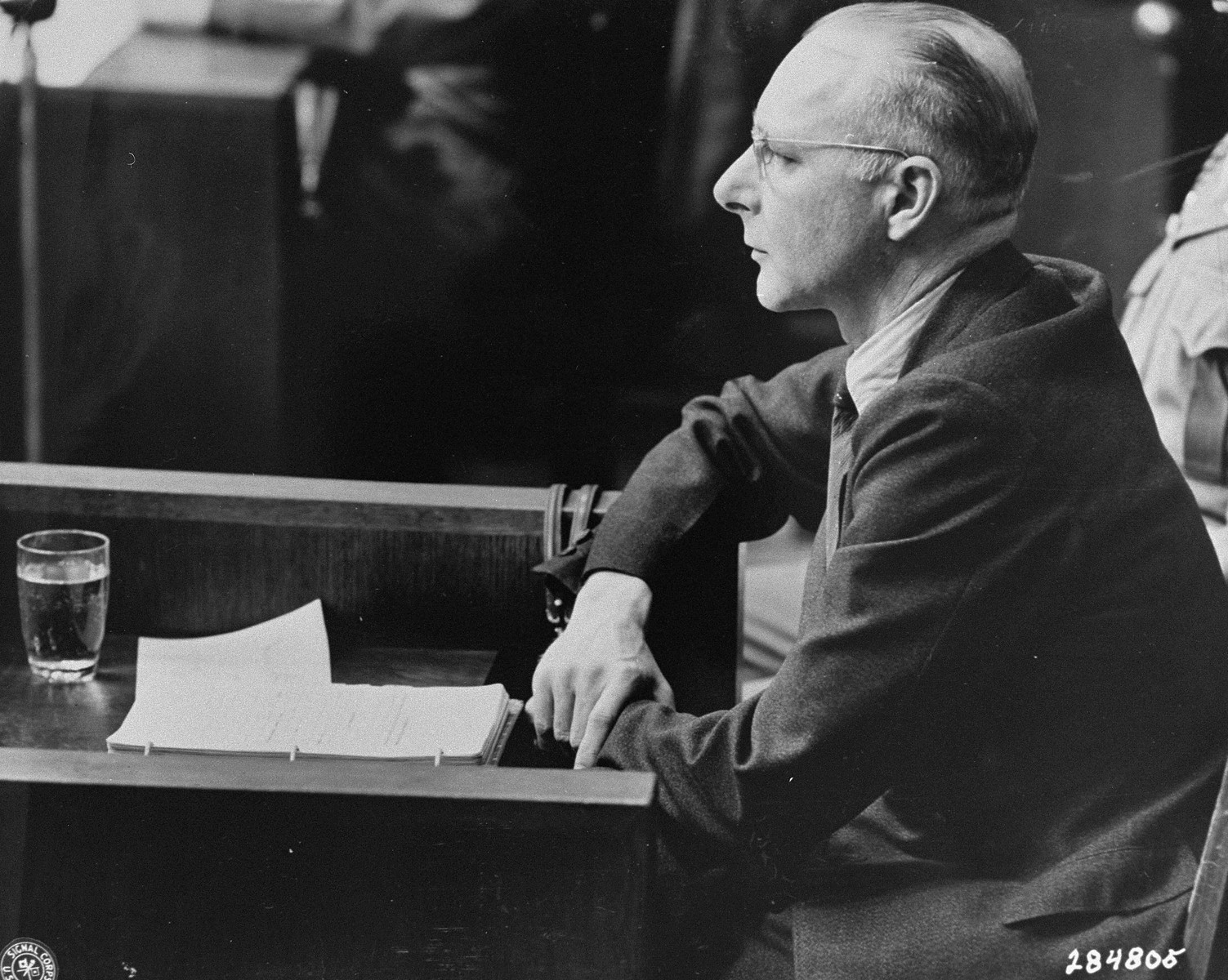
Viktor Brack testimonia in sua difesa al processo ai dottori di Norimberga nel 1947

Victor Brack era il vice di Bouhler nella Cancelleria di Hitler, e come tale svolse un ruolo importante nell'organizzazione del programma di eutanasia nel 1939 e della soluzione finale (in tedesco: die Endlösung) nel 1941. A differenza del processo di Hadamar del 1945, nel caso di Brack i pubblici ministeri americani erano interessati alle connessioni tra il programma di eutanasia ed i tentativi dei nazisti di sterminare altri gruppi che ritenevano "indegni di vita". Nell'interrogatorio preliminare di Brack, gli inquirenti americani contestarono la sua affermazione che il programma di eutanasia fosse terminato nel 1941, sostenendo che si trattava solo di un "test generale" (in tedesco: Generalprobe) per le altre campagne di sterminio più vaste del Terzo Reich. Brack negò con veemenza che i due eventi fossero collegati e affermò che Hitler non aveva in mente la soluzione finale quando ordinò l'inizio del programma di eutanasia nel 1939. Il disaccordo principale tra Brack e i suoi inquirenti era sui motivi che esistevano dietro l'eutanasia nazista. Brack sosteneva che si trattasse di dare ai casi "incurabili" una "morte per misericordia"; i suoi inquirenti sostennero che era stato intrapreso per ragioni economiche, per liberare risorse mediche per l'esercito tedesco mentre conduceva una guerra aggressiva, nonché per testare metodi di uccisione e rafforzare psicologicamente il personale per altri omicidi di massa.
Brack e il suo avvocato hanno tentato di utilizzare la teoria difensiva della "collisione dei doveri" (in tedesco: Pflichtkollision), chiamata anche teoria del "sabotaggio" dell'illecito criminale, per dimostrare la sua innocenza. Non potendo negare di aver preso parte al programma di eutanasia, sostenne di aver commesso il reato di aver aiutato a uccidere alcuni disabili tedeschi ed ebrei per evitare che altri ancora venissero assassinati: e cioè, ha affermato il suo coinvolgimento nell'eutanasia e la soluzione finale era una copertura in modo che potesse segretamente sabotarla dall'interno. Alla fine, i suoi sforzi per invocare una difesa da sabotaggio non hanno potuto superare le prove incriminanti contro di lui, ossia l'annientamento degli ebrei polacchi, e che si era offerto volontario per fornire furgoni a gas per uccidere gli ebrei incapaci di lavorare.

### Processo di Kurt Blome

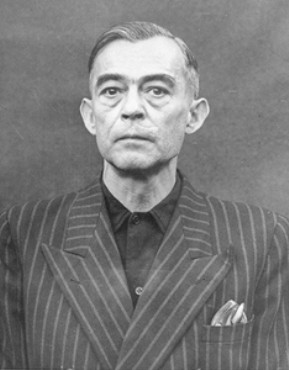
Blome come imputato al processo ai dottori, Norimberga

Kurt Blome era il vice chirurgo generale del Terzo Reich ed era responsabile del programma di armi biologiche della Germania. Fu arrestato dalle truppe americane a Monaco di Baviera il 17 maggio 1945. L'US Chemical Warfare Service, l'agenzia responsabile del programma di armi biologiche degli Stati Uniti, vide un grande vantaggio nell'appropriarsi dell'esperienza degli scienziati nazisti e nell'usarla per i propri scopi. Come massimo esperto di armi biologiche di Hitler, Blome era considerato il più importante scienziato nazista da interrogare per il servizio di guerra chimica. Volevano includerlo nell'Operazione Paperclip, un progetto americano segreto del dopoguerra che ha portato centinaia di scienziati nazisti in America in modo che potessero continuare le loro ricerche militari per il governo degli Stati Uniti. Tuttavia, questo piano dovette essere abbandonato, o almeno rimandato, quando i sovietici annunciarono inaspettatamente il 12 agosto 1946 che Walter Schreiber, l'ex chirurgo generale del Terzo Reich, avrebbe testimoniato contro gli imputati del Tribunale Militare Internazionale, che si è poi tenuto il 26 agosto 1946. Gran parte della sua testimonianza si è concentrata su Kurt Blome e le sue ricerche sulla peste, anche se Blome non era sotto processo. Schreiber ha affermato che Blome si era impegnato in strazianti esperimenti medici umani durante la guerra.
A seguito dell'insolita testimonianza di Schreiber, Blome fu arrestato e inviato al complesso carcerario del Palazzo di Giustizia di Norimberga il 28 agosto 1946. Non era più considerato valido per l'Operazione Paperclip, poiché ora sarebbe stato imputato nell'imminente processo ai dottori, che iniziò il 9 dicembre 1946. Sebbene Blome fosse stato responsabile del programma di armi biologiche della Germania, quello non era di per sé un crimine. Tuttavia, l'accusa disponeva di molti documenti in cui Blome discuteva ripetutamente i suoi piani per condurre ricerche sulla peste sugli esseri umani. In sua difesa, Blome ha sostenuto che aveva intenzione di sperimentare sugli esseri umani, ma in realtà non l'ha mai fatto. L'accusa non è riuscita a trovare alcun testimone per testimoniare contro Blome, un fatto che ha usato per sostenere la sua innocenza.
Nel contempo, la moglie di Blome, Bettina, ha svolto ricerche sugli esperimenti condotti dall'Ufficio per la ricerca scientifica e lo sviluppo degli Stati Uniti (OSRD) durante la guerra, inclusi gli esperimenti sulla malaria sui prigionieri di Terre Haute. L'avvocato difensore Robert Servatius trovò un articolo della rivista Life del giugno 1945 che descriveva gli esperimenti eseguiti dall'OSRD su 800 prigionieri statunitensi durante la guerra. Servatius ha letto l'intero articolo in aula, mettendo in discussione la tecnica di sperimentazione dell'esercito americano sui prigionieri, in questo modo ha notevolmente indebolito la teoria dell'accusa, facendoli sembrare ipocriti: stavano perseguendo i medici tedeschi per il coinvolgimento negli stessi tipi di esperimenti in cui erano impegnati i medici americani. I giudici di Norimberga hanno rilasciato questa dichiarazione sull'assoluzione di Blome: "Può darsi che l'imputato Blome si stesse preparando a sperimentare sugli esseri umani in relazione alla guerra batteriologica, ma il verbale non rivela questo fatto, o che abbia mai effettivamente condotto gli esperimenti".

### Verdetto
Il tribunale militare statunitense accettò la teoria dell'accusa secondo cui l'eutanasia fu motivata da preoccupazioni economiche, politiche e razziali. Fu d'accordo con l'accusa che l'eutanasia nazista fosse stata progettata per sbarazzarsi dei "mangiatori inutili" al fine di conservare cibo e risorse mediche per l'esercito tedesco. Riteneva che il programma di eutanasia inizialmente fosse rivolto solo ai disabili mentali, ma si fosse gradualmente esteso agli ebrei e ai prigionieri dei campi di concentramento, e che questo ampliamento del programma per includere altri gruppi si fosse verificato durante la seconda fase, o "selvaggia", dell'eutanasia. Il tribunale ritenne Brandt, Brack e Hoven colpevoli di crimini di guerra e di crimini contro l'umanità ai sensi della legge n. 10 del Consiglio di controllo e furono condannati a morte per impiccagione. I loro appelli contro la loro sentenza non ebbero successo e furono impiccati il 2 giugno 1948 nella prigione di Landsberg in Baviera.

## I processi di Francoforte (1946-1948)
Tra il 1946 e il 1948 ci furono quattro processi presso l'Alta Corte di Francoforte nei confronti di persone coinvolte nel programma di eutanasia nazista. Tra i 44 imputati c'erano medici, suore infermiere e infermieri degli istituti di Hadamar, Eichberg e Kalmenhof che erano stati coinvolti nell'uccisione dei pazienti. Furono emesse sei condanne a morte e 19 pene detentive. Successivamente le condanne a morte non sono state eseguite e tutti i condannati, tranne due, furono graziati.

## Il processo di Dresda (1947)
Il processo di Dresda si è svolto nella zona di occupazione sovietica per perseguire coloro che avevano lavorato presso il Centro di sterminio di Sonnenstein a Pirna. Paul Nitsche, direttore dell'Ufficio medico T4 (tedesco: Medizinische Abteilung), era uno dei 15 imputati. È stato condannato a morte.
Il procuratore dello stato di Dresda ha presentato l'atto d'accusa contro gli imputati il 7 gennaio 1947. Tra questi il dott. Paul Nitsche, il dott. Alfred Schulz, il dott. Günther Langer, il dott. Robert Herzer, il dott. Emil Eichler e il dott. Ernst Leonhard; gli infermieri Hermann Felfe, Erhardt Gäbler, Paul Räpke, Elsa Sachse e Marie-Luise Pusclimann. Il processo doveva originariamente iniziare nel febbraio 1947, ma fu rinviato all'estate 1947. Il processo di Dresda si svolse dal 16 al 25 giugno 1947 e si tenne in pubblico. Il processo ha attirato notevole attenzione per la presenza dei media e del quotidiano sassone, Sächsische Zeitung ha riportato il procedimento quotidianamente.
Nitsche, Leonhardt, Felfe e Gäbler furono condannati a morte il 20 dicembre 1945. Räpke fu condannato all'ergastolo, Herzer a 20 anni, Dr. Langer e Sachse a 15 anni mentre Wedel e Ackremann a 8 anni. Puschmann e Fridrich furono condannati a tre anni di reclusione. Gli imputati Dr. Walther, Dr. Schulze e Martha Friedrich sono stati assolti.

## Il processo Grafeneck (1949)

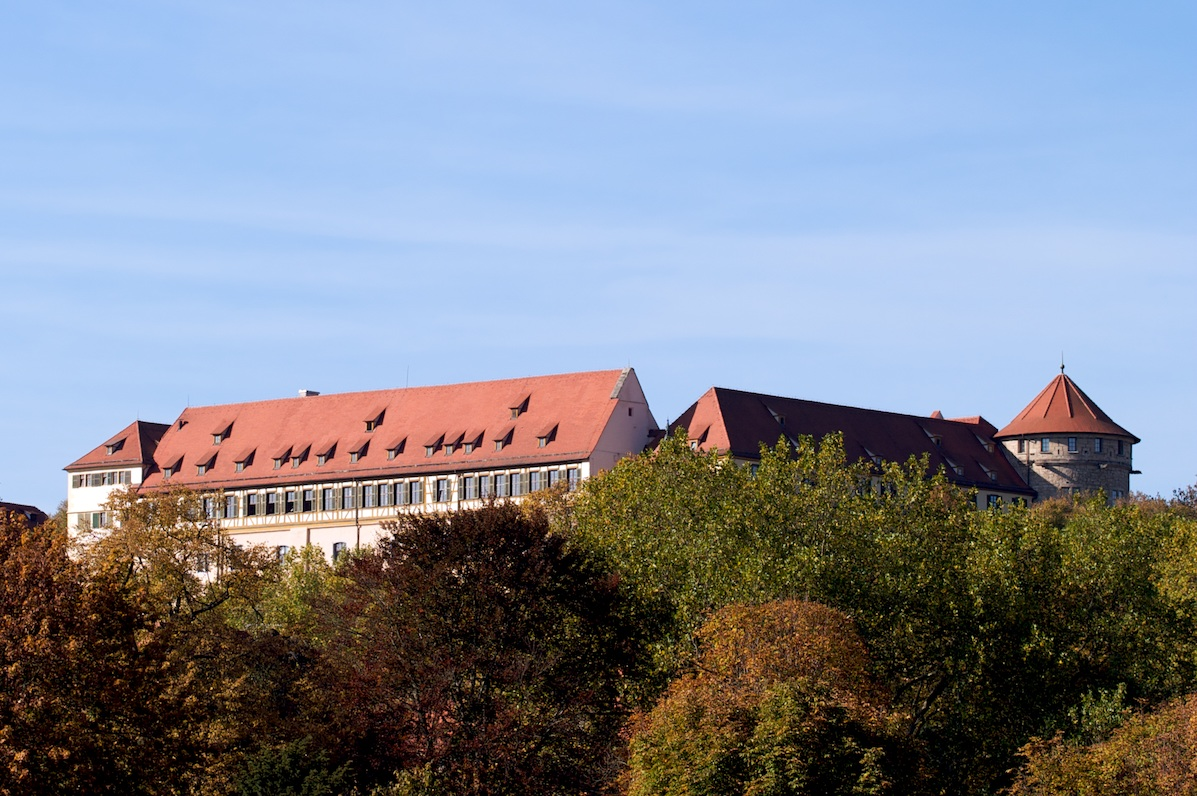
Gli atti del processo Grafeneck si sono svolti nel castello di Hohentübingen

Dopo diversi anni di preparazione, nell'estate del 1949 al castello di Hohentübingen iniziò il processo Grafeneck. Otto imputati sono stati accusati di aver partecipato all'omicidio di oltre 10.000 pazienti presso il Centro di sterminio di Grafeneck. Gli accusati erano: Otto Mauthe, Max Eyrich (ex medico statale giovanile), Alfons Stegmann (ex medico nel sanatorio di Zwiefalten), Meta Fauser (medico femminile a Zwiefalten), Jakob Wöger e Hermann Holzschuh (funzionario presso l'ufficio del registro), Heinrich Unvertau (ex infermiera) e l'infermiera, Maria Appinger.

## Il processo Hartheim

### Imputati
Il principale processo Hartheim ha visto processati 61 imputati, tra cui i direttori medici Georg Renno e Rudolf Lonauer.
La tabella seguente suddivide gli imputati per funzione e genere:
|                           | Uomo | Donna | Totale |
| ------------------------- | ---- | ----- | ------ |
| Medici                    | 3    | 0     | 3      |
| Personale infermieristico | 15   | 8     | 23     |
| Personale dirigente       | 9    | 7     | 16     |
| Autisti                   | 4    | 0     | 4      |
| Addetti "fuochisti"       | 6    | 0     | 6      |
| Sconosciuto               | 6    | 3     | 9      |
| Totale                    | 43   | 18    | 61     |

### Atti
Il processo è stato ritirato contro 13 imputati ed è stato aggiornato per altri 22 imputati perché non sono stati trovati. Le accuse sono state ritirate anche contro i 7 imputati che erano morti nel frattempo. Due imputati sono stati condannati al carcere, il processo contro altri 13 è stato portato avanti in un altro processo e il destino di altri tre è rimasto sconosciuto.

### Condanna
La sentenza fu emessa il 7 luglio 1947. L'accusa aveva chiesto la condanna a morte in undici casi, ma solo quattro furono approvate. Le condanne alle suore infermiere furono generalmente più clementi di quanto richiesto. Le condanne a morte furono eseguite nel marzo 1948 a Dresda. Quelli con lunghe pene detentive furono rilasciati nel 1956 come parte di un'amnistia.

## Il processo a Klagenfurt
Lo psichiatra austriaco e medico senior del programma di eutanasia di Klagenfurt, Franz Niedermoser, è stato processato davanti alla Sezione di Klagenfurt del tribunale del popolo di Graz. È stato riconosciuto colpevole di aver ordinato l'uccisione di almeno 400 pazienti; inoltre è stato accusato di maltrattamenti dei pazienti, con totale disprezzo per la dignità umana, portando spesso alla morte le vittime. Niedermoser fu condannato a morte per impiccagione il 4 aprile 1946 ed i suoi beni confiscati. La sentenza fu eseguita il 24 ottobre 1946 presso il tribunale statale di Klagenfurt. Anche la caposala Eduard Brandstätter, la caposala Antonie Pachner e la caposala Otillie Schellander, che erano complici, sono state condannate a morte per impiccagione. Il giorno della sua condanna, Brandstätter si suicidò. Pachner e Schellander hanno fatto commutare le loro condanne in lunghe pene detentive. L'8 aprile 1951 Antonie Pachner morì in prigione, ma Schellander fu rilasciata come parte di un'ulteriore grazia il 1º aprile 1955. Le infermiere Paula Tomasch, Julie Wolf, Ilse Printschler e Maria Cholawa, nonché una capo infermiera, che erano tutte coinvolte nella tortura dei pazienti, hanno ricevuto lunghe pene detentive, alcune in combinazione con sanzioni pecuniarie.